# Cratere Žulanka
Žulanka  è un cratere sulla superficie di Marte.